# Lundby skans
Lundby skans är en fornborg belägen vid sjön Likstammen, på näset Utnäset i Gnesta kommun.